# Pío Baroja y Nessi

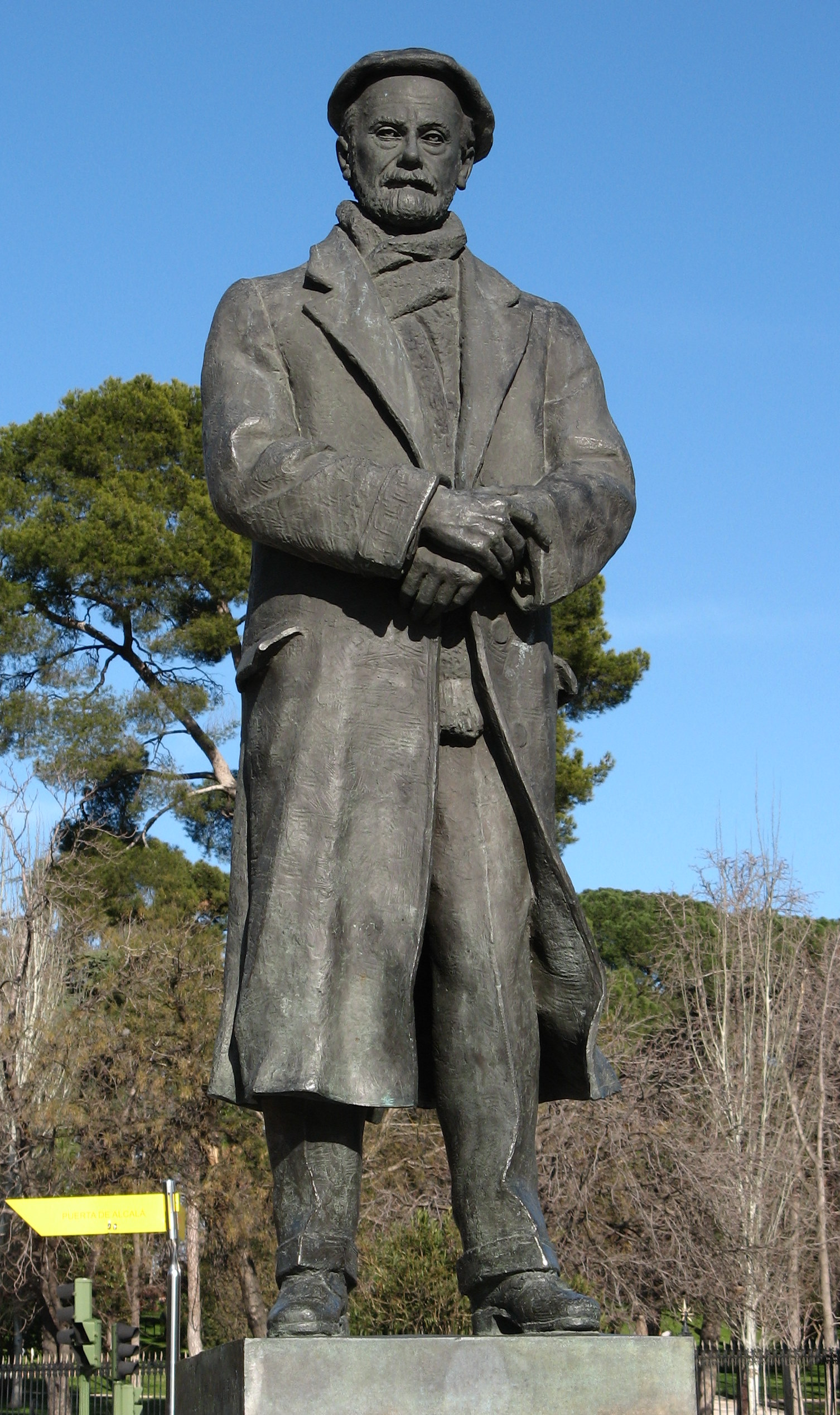
Pío Barojas staty i Madrid

Pío Baroja y Nessi (ofta bara omtalad som Pío Baroja), född 28 december 1872 i San Sebastián, död 30 oktober 1956 i Madrid, var en spansk författare av noveller och romaner.
Baroja studerade medicin i Madrid och arbetade som läkare fram till 1896, då han tog tjänst som bagare i sin faders bageri. 1900 debuterade han med novellsamlingen Vidas sombriás (Dystra liv), och från 1902 ägnade han sig enbart åt litteraturen.
Baroja var bask och individualist och protesterade mot orättvisor, dubbelmoral och småborgerlighet.
Barojas verk är realistiska, och sammanlagt skrev han bland annat över 60 romaner. Han räknas som en av Spaniens mest lästa författare.
Han skrev en baskisk trilogi Terra vasca (Baskisk jord) bestående av La casa de Aitzgorri (1900), El mayorazgo de Labraz (1903) och Zalacaín el aventurero (1909). Han är mest känd internationellt för en annan trilogi La lucha por la vida (Kampen för livet) bestående av La busca (1904), Mala hierba (1904) och Aurora Roja (1905). Den skildrar livet i Madrids slum.
En del anser att den pessimistiska bildningsromanen El árbol de la ciencia (eng. översättning "Tree of knowledge") är hans främsta roman.